# Alberto Méndez
Alberto Méndez (Madrid, 27 de agosto de 1941 - Madrid, 30 de diciembre de 2004) fue un escritor español famoso por su única obra, el libro de relatos Los girasoles ciegos.

## Biografía
Nació y pasó su infancia en Madrid, hijo del traductor y poeta José Méndez Herrera. Estudió bachillerato en Roma (Italia) y se licenció en Filosofía y Letras en la Universidad Complutense de Madrid,  aunque fue expulsado en 1964, cuando ejercía como líder de la asamblea de estudiantes, y se le retiró el título de licenciado. Persona de izquierdas, militó en el Partido Comunista hasta 1982. Fundó con su hermano la editorial Ciencia Nueva, y colaboró en Montena con la distribuidora Les Punxes. En 2002 fue finalista del premio Internacional de Cuentos Max Aub por una de las narraciones de Los girasoles ciegos.
Por Los girasoles ciegos ganó en 2004 el I Premio Setenil al mejor libro de cuentos del año. Fue galardonado a título póstumo con el Premio Nacional de Narrativa (España) en 2005 por Los girasoles ciegos, libro compuesto de cuatro relatos ambientados en la guerra civil española. La obra, publicada a los 63 años, obtuvo también los premios Setenil y de la Crítica. El último relato del libro -el que le da nombre- fue llevado al cine en 2008 por José Luis Cuerda, este mismo también fue el autor del guion junto con Rafael Azcona.
Aunque no se dedicó a la literatura hasta sus últimos años, Méndez trabajó en estrecha relación con ella. Fue redactor en las editoriales Les Punxes y Montena, entre otras, y cofundador en los años sesenta de Ciencia Nueva, que fue cerrada por Manuel Fraga en 1969. Colaboró en puestas dramáticas de TVE y fue guionista con Pilar Miró.
Falleció de cáncer en Madrid el 30 de diciembre de 2004.

## Obras
- Los girasoles ciegos (2004). Fue adaptada al cine con título homónimo (2008).

## Premios
- 2005: Premio Nacional de Narrativa.
- 2005: Premio de la Crítica de narrativa castellana.
- 2004: Premio Setenil.

| Predecesor: No hubo. Méndez fue el primer ganador. | Premio Setenil 2004 | Sucesor: Juan Pedro Aparicio |